# Politika Republike Srpske Krajine
Takozvana Republika Srpska Krajina imala je u svojoj kratkoj povijesti nakon ujedinjenja SAO Krajine i SAO Slavonije, Baranje i zapadnog Srijema ukupno pet vlada.

## Stranke i izbori
Pitanje održavanja izbora u RSK počelo se pojavljivati već krajem 1991., kako bi se točno vidjelo tko ima podršku biračkog tijela i kako bi se potvrdila navodna državnost i demokratičnost ove paradržave. Brojni predstavnici vlasti nisu bili demokratski izabrani, nego su postavljeni na određene položaje u vrijeme ratnih zbivanja. 5. siječnja 1993. predsjednik Skupštine Mile Paspalj odredio je da se 28. ožujka 1993. održe predsjednički, parlamentarni i općinski izbori. Dok su članovi Babićeva SDS-a bili zadovoljni očekujući provedbu izbora i ranije, drugi su upozoravali da ne postoje uvjeti za njihovo održavanje. Građani nemaju nove osobne isprave, nije obavljen popis stanovništva, a političke stranke tek se osnivaju. Budući da je krajem 1993. počeo hrvatski napad u zadarskom zaleđu, izbori su odgođeni. Konačno je odlučeno da se izbori za republičku Skupštinu, skupštine općina i predsjednika RSK održe 21. studenog 1993., ali je nadnevak kasnije pomaknut na 12. prosinca. U listopadu je donesen zakon o izbornim jedinicama, a svaka općina u RSK činila je jednu.
Na izborima su u Skupštinu RSK izabrana ukupno 84 poslanika. SDS Krajine Milana Babića dobio je 33 poslanička mjesta, SDS srpskih zemalja 17, a Srpska radikalna stranka 15. Od preostalih 19 poslaničkih mjesta osam su dobili samostalni kandidati, šest Srpska partija socijalista, četiri Socijaldemokratska partija, a jedno "monarhistički" SDS. SDS Krajine je 17 poslaničkih mjesta dobio u Dalmaciji i Lici, 13 na Baniji i Kordunu i 3 u istočnoj Slavoniji. SDS srpskih zemalja najviše je poslaničkih mjesta (10) osvojio u zapadnoj Slavoniji. Pet ih je dobio u istočnoj Slavoniji, a dva u Vojniću. SRS je 12 poslaničkih mjesta dobila u istočnoj Slavoniji i Baranji (od čega čak 7 u općini Beli Manastir), dva u Dvoru na Uni i jedan u Donjem Lapcu. Predsjednik krajiške Skupštine nakon izbora bio je radikal Branko Vojnica.
Glavni kandidati na predsjedničkim izborima bili su nezavisni Milan Martić, Milan Babić iz SDS-a Krajine, dotadašnji predsjednik Goran Hadžić iz SDS-a za sjedinjene države srpske i Rade Leskovac iz Srpske radikalne stranke. Osim njih, kandidirali su se i Ranko Bakić iz Socijaldemokratske partije i nezavisni kandidati Jovan Opačić i Dragan Vignjević. Drugi krug je održan 23. siječnja 1994., nakon što je sumnjivo poništena informacija da je Milan Babić dobio više od polovine glasova. Milan Martić koji je imao agresivnu potporu beogradskih vlasti i medija dobio je 104 234 glasa, a Babić 97 377. Tako je Martić postao predsjednik, ali je u novoj Skupštini imao na svojoj strani tek manji broj zastupnika. Tijekom 1994. bit će potpisana dva sporazuma s Hrvatskom, Zagrebački sporazum o prekidu vatre i Gospodarski sporazum o normalizaciji prometa i opskrbe. Dana 5. kolovoza 1995. Hrvatska će osloboditi okupirane dijelove ozemlja i tzv. RSK prestat će postojati.
U kratkoj povijesti tzv. RSK djelovale su i neke stranke koje nisu bile važan čimbenik u politici. To su Savez komunista - Pokret za Jugoslaviju, Demokratska narodna stranka Krajine sa središtem u Belom Manastiru, Rumunjsko-romska demokratska stranka, Stranka srpskih patriota Republike Srpske Krajine sa središtem u Tovarniku i Srpska seljačka stranka Krajine. Pomoć krajiškim Srbima pružala je i Srpska narodna obnova (SNO), marginalna srbijanska nacionalistička stranka. Neki su monarhisti zagovarali Kneževinu Krajinu, a ozemlje RSK posjetio je jedanput princ Tomislav Karađorđević kojeg su vidjeli kao kneza. 

## Predsjednici
| #  | slika | ime                         | u uredu            | u uredu            | Party |
| -- | ----- | --------------------------- | ------------------ | ------------------ | ----- |
| 1. |       | Milan Babić(1956. – 2006.)  | 19. prosinca 1991. | 16. veljače 1992.  | SDS   |
| -  |       | Mile Paspalj (v. d.)(1954.) | 16. veljače 1992.  | 26. veljače 1992.  | SDS   |
| 2. |       | Goran Hadžić(1958. – 2016.) | 26. veljače 1992.  | 26. siječnja 1994. | SDS   |
| 3. |       | Milan Martić(1954.)         | 26. siječnja 1994. | 7. kolovoza 1995.  | SPS   |

## Sastav vlada
Vlada SAO Krajine (29. svibnja-19. prosinca 1991.)
- predsjednik Vlade: Milan Babić
- potpredsjednik Vlade: Dušan Starević
- potpredsjednik: Jovan Katić
- potpredsjednik: Risto Matković
- ministar obrane: Milan Babić (od 21. studenog 1991. potpukovnik Milan Tarbuk)
- ministar unutarnjih poslova: Milan Martić
- ministar vanjskih poslova: Jovan Radulović
- ministar financija: Milan Bauk
- ministar za pravosuđe i upravu: Risto Matković
- ministar za industriju i gospodarski razvoj: Jovan Katić
- ministar poljoprivrede, šumarstva, vodoprivrede, turizma i trgovine: Veljko Stoisavljević
- ministar za elektroprivredu i energetiku: Vukašin Babić
- ministar prometa i veza: Branko Šimpraga
- ministar urbanizma, stambeno-komunalnih djelatnosti i građevinarstva: Dušan Vještica
- ministar obrazovanja: Dušan Badža
- ministar prosvjete, kulture i fizičke kulture: Dušan Starević
- ministar za zdravstvo, socijalni rad i socijalnu politiku: Vaso Ležajić
- ministar informiranja: Lazar Macura
- ministar vjera: Petar Štikovac

Vlada Srpske oblasti Slavonija, Baranja i zapadni Srijem (25. rujna 1991. – 26. veljače 1992.)
- predsjednik Vlade: Goran Hadžić
- potpredsjednik: Mladen Hadžić
- potpredsjednik: Dragan Sabljaković
- ministar obrane: Ilija Kojić
- ministar unutarnjih poslova: Borislav Bogunović
- ministar vanjskih poslova: Časlav Ocić
- ministar ratne privrede: Vitomir M. Devetak
- ministar financija: Bogdan Vojnović
- ministar poljoprivrede: Slavko Dokmanović
- ministar pravosuđa i uprave: Vojin Šuša
- ministar zdravstva i socijalnog osiguranja: Mladen Jović
- ministar informiranja: Ilija Petrović
- ministar gospodarskih odnosa, privrednog razvoja i industrije: Pajo Nedić
- ministar prosvjete: Milan Knežević
- ministar kulture i vjera: Borivoje Milinković
- ministar urbanizma, stambeno-komunalnih djelatnosti i građevinarstva: Bogdan Vorkapić
- ministar prometa i veza: Miomir Crnogorac
- ministar bez lisnice: Stevo Bogić

Prva Vlada RSK (19. prosinca 1991. – 26. veljače 1992.)
- predsjednik Vlade: Milan Babić (u veljači 1992. zamijenio ga je Risto Matković)
- ministar obrane: Milan Tarbuk (zamijenio ga Miloš Pupavac)
- ministar unutarnjih poslova: Milan Martić (u veljači 1992. zamijenio ga je Slavko Ožegović)
- ministar vanjskih poslova: Jovan Radulović (u veljači 1992. zamijenio ga je Borivoj Rašuo)
- ministar financija: Milan Bauk (u veljači 1992. zamijenio ga je Drago Jaramaz)
- ministar za pravosuđe i upravu: Risto Matković (obnašao je ovu dužnost i nakon što je postao premijer u istoj Vladi)
- ministar za industriju i gospodarski razvoj: Jovan Katić
- ministar poljoprivrede, šumarstva, vodoprivrede, turizma i trgovine: Veljko Stoisavljević
- ministar za elektroprivredu i energetiku: Vukašin Babić
- ministar prometa i veza: Branko Šimpraga (u veljači 1992. zamijenio ga je Savan Grabundžija)
- ministar urbanizma, stambeno-komunalnih djelatnosti i građevinarstva: Dušan Vještica (zamijenio ga je Veljko Popović)
- ministar obrazovanja: Dušan Badža
- ministar prosvjete, kulture i fizičke kulture: Mićo Jelić Grnović
- ministar za zdravstvo, socijalni rad i socijalnu politiku: Vaso Ležajić
- ministar informiranja: Lazar Macura
- ministar vjera: Petar Štikovac

Vlada RSK pod predsjedavanjem Zdravka Zečevića (26. veljače 1992. – 20. travnja 1993.)
U Borovu Naselju izabrana je 26. veljače 1992. vlada sljedećeg sastava.
- predsjednik Vlade: Zdravko Zečević
- potpredsjednik: Jovo Kablar (razriješen je dužnosti 28. rujna 1992.[13])
- potpredsjednik: Veljko Džakula (ujedno i ministar privrede)
- potpredsjednik: Boško Božanić (ujedno i ministar društvene djelatnosti)
- potpredsjednik: Stevo Bogić (ujedno i ministar za narodnu obranu i unutarnje poslove)
- ministar obrane: pukovnik Stojan Španović
- ministar unutarnjih poslova: Milan Martić
- ministar vanjskih poslova nije izabran
- ministar financija nije izabran
- ministar industrije i energetike: Đorđe Bjegović
- ministar prosvjete: Milan Knežević
- ministar za zdravstvo, rad i socijalnu politiku: Dušan Jović
- ministar uprave i pravosuđa: Vojin Šuša
- ministar prometa i veza: Savan Grabundžija
- ministar informiranja: Dušan Ećimović
- ministar za trgovinu i turizam: Svetozar Vinčić

Nakon što je 21. ožujka 1992. donesen Zakon o ministarstvima u Vladi RSK, i u skladu s tim imenovani novi ministri, sastav Zečevićeve vlade se promijenio.
- ministar obrane: Stojan Španović
- ministar unutarnjih poslova: Milan Martić
- ministar vanjskih poslova: Dobrosav Vejzović (razriješen je dužnosti 28. rujna 1992., a zamijenio ga je Slobodan Jarčević)
- ministar financija: Vojin Peurača
- ministar trgovine i turizma: Svetozar Vinčić
- ministar poljoprivrede, šumarstva i vodoprivrede: Mitar Brnović
- ministar pravosuđa i uprave: Vojin Šuša
- ministar zdravlja i zdravstvenog osiguranja: Dušan Jović (zamijenio ga Spiro Kostić)
- ministar informiranja: Dušan Ećimović (zamijenio ga Zdravko Janković)
- ministar za gospodarske odnose, privredni razvoj i industriju: Nebojša Arbutina
- ministar prosvjete: Milan Knežević
- ministar kulture i vjera: Sergej Veselinović
- ministar fizičke kulture i športa: David Rastović
- ministar za urbanizam, stambeno-komunalne djelatnosti i građevinarstvo: Rade Gaćeša
- ministar prometa i veza: Savan Grabundžija
- ministar energetike i rudarstva: Đorđe Bjegović
- ministar za rad, boračka i socijalna pitanja: Mladen Hadžić

Vlada RSK pod predsjedavanjem Đorđa Bjegovića (20. travnja 1993. – 21. travnja 1994.)
- predsjednik Vlade: Đorđe Bjegović
- ministar obrane: admiral Dušan Rakić (imenovan krajem 1993.)
- ministar unutarnjih poslova: Milan Martić
- ministar vanjskih poslova: Slobodan Jarčević
- ministar financija: Vojin Peurača
- ministar trgovine i turizma: Đorđe Lazić
- ministar poljoprivrede, šumarstva i vodoprivrede: Mitar Brnović
- ministar pravosuđa i uprave: Radomir Kužet
- ministar zdravlja i zdravstvenog osiguranja: Spiro Kostić
- ministar informiranja: Milena Tanjga (imenovana krajem 1993.)
- ministar za gospodarske odnose, privredni razvoj i industriju: Nebojša Arbutina
- ministar prosvjete: Milan Knežević
- ministar za urbanizam, stambeno-komunalne djelatnosti i građevinarstvo: Milan Tankosić (krajem 1993. zamijenio ga je Ljubiša Budić)
- ministar prometa i veza: Miomir Crnogorac
- ministar energetike i rudarstva: Milivoj Krička
- ministar za rad, boračka i socijalna pitanja: Dragica Bakić

Vlada RSK pod predsjedavanjem Borislava Mikelića (21. travnja 1994. – 28. svibnja 1995.)
- predsjednik Vlade: Borislav Mikelić
- ministar obrane: Rade Tanjga
- ministar unutarnjih poslova: Ilija Prijić (nakon Prijićeve smjene dužnost ministra obnaša Nebojša Pavković, iako je novi ministar trebao biti Slobodan Perić)
- ministar vanjskih poslova: Milan Babić
- ministar financija: Ratko Veselinović
- ministar trgovine i turizma: Mile Bosnić
- ministar poljoprivrede, šumarstva i vodoprivrede: Simo Šijan
- ministar pravosuđa i uprave: Uroš Funduk
- ministar zdravlja i zdravstvenog osiguranja: Stevan Đurić
- ministar informiranja: Borivoj Rašuo (zamijenio ga je Drago Kovačević)
- ministar za gospodarske odnose, privredni razvoj i industriju: Branko Petrović
- ministar prosvjete: Stevo Ratković
- ministar kulture i vjera: Dragutin Bolić
- ministar fizičke kulture i športa: Milivoj Vojnović
- ministar za urbanizam, stambeno-komunalne djelatnosti i građevinarstvo: Ljubiša Budić
- ministar prometa i veza: Milan Pađen
- ministar energetike i rudarstva: Milivoj Krička
- ministar za rad, boračka i socijalna pitanja: Slobodan Perić (nakon što je Perić trebao preuzeti mjesto ministra unutarnjih poslova, trebao ga je zamijeniti Mirko Jagetić)

Vlada RSK pod predsjedanjem Milana Babića (27. srpnja 1995. – 5. kolovoza 1995.)
- predsjednik Vlade: Milan Babić
- ministar obrane: pukovnik Milan Šuput
- ministar unutarnjih poslova: Todor Pajić
- ministar vanjskih poslova: Milivoj Vojnović
- ministar financija: Svetozar Vinčić
- ministar trgovine i turizma: Mile Bosnić
- ministar poljoprivrede, šumarstva i vodoprivrede: Vaskrsije Vuksanović
- ministar pravosuđa i uprave: Uroš Funduk
- ministar zdravlja i zdravstvenog osiguranja: Stevan Đurić
- ministar informiranja: Drago Kovačević
- ministar za gospodarske odnose, privredni razvoj i industriju: Ranko Bakić
- ministar prosvjete: Đuro Podunavac
- ministar kulture i vjera: Đuro Podunavac
- ministar fizičke kulture i športa: Đuro Podunavac
- ministar za urbanizam, stambeno-komunalne djelatnosti i građevinarstvo: Milan Bogunović
- ministar prometa i veza: Milan Pađen
- ministar energetike i rudarstva: Vukašin Egić
- ministar za rad, boračka i socijalna pitanja: Slobodan Perić
- ministar bez lisnice: Marko Atlagić
- ministar bez lisnice: Milan Radmanović
- ministar bez lisnice: Milan Ernjaković
- ministar bez lisnice: Nikola Dobrijević
- ministar bez lisnice: Vojislav Stanimirović
- ministar bez lisnice: Ratko Gondi